# Hitachiōmiya
Hitachi-Ōmiya (常陸大宮市?, Hitachi-Ōmiya-shi) è una città giapponese della prefettura di Ibaraki.
La città è stata istituita il 16 ottobre 2004 fondendo le città di Ōmiya e Yamagata e le località di Gozenyama, Miwa ed Ogawa.